# Chemin de fer d'Avesnes-sur-Helpe à Solesmes
La ligne d'Avesnes-sur-Helpe à Solesmes est une ancienne ligne de chemin de fer secondaire du Réseau du Nord de la Société générale des chemins de fer économiques (SE) qui reliait Avesnes-sur-Helpe à Solesmes entre 1907 et 1914 (département du Nord). 
Elle était à voie métrique, et longue de 45 km. Exploitée par la Société générale des chemins de fer économiques (SE), elle ferme au trafic voyageurs en 1914 en raison de la guerre et définitivement déferrée en 1925. 

## Histoire

### Création
Le 12 août 1893, est promulguée une loi qui déclare d'utilité publique l'établissement, dans le département du Nord, d'un réseau de Chemins de fer d'intérêt local, à voie d'un mètre de largeur entre les bords intérieurs des rails, comprenant les lignes : 
- 1 - Haspres à Solesmes, par Escarmain ;
- 2 - Solesmes à Quiévy, vers Caudry, par Briastre et Viesly ;
- 3 - Solesmes à Landrecies, par Bousies ;
- 4 - Et Landrecies à Avesnes, par Maroilles, Cartigny et Étrœungt.

En 1904 le département du Nord met les terrassements et ouvrages d’art en adjudication, mais les travaux sont ralentis par les expropriations parfois difficiles, provoquées par les « prétentions excessives » des propriétaires. 
La ligne et celle de Solesmes à Quiévy sont mises en service le 28 octobre 1907. Elle relie sur 47 km Avesnes-sur-Helpe à Solesmes via Landrecies. La ligne est à voie unique et métrique. Les stations desservies (gares ou arrêts) sont : Avesnes-sur-Helpe, Avesnelles, Avesnelles (arrêt), Haut-Lieu (La Folie - arrêt), Warpont (arrêt), Étrœungt (qui est une gare de rebroussement), Warpont (arrêt), Boulogne-sur-Helpe, Cartignies, Petit-Fayt, Grand-Fayt, Maroilles, Landrecies (Chemin de Priches - arrêt), Landrecies (Route de Guise - arrêt), Landrecies (Eg. - arrêt), Landrecies, Landrecies (arrêt), Fontaine-au-Bois (arrêt), Fontaine-au-Bois (Garage - arrêt), Bousies (arrêt), Bousies, Croix-Caluyau (arrêt), Le Calvaire de Croix (arrêt), Forest-en-Cambrésis, Amervalle (hameau de Solesmes - arrêt), Neuvilly (arrêt), Briastre (arrêt) et Solesmes. Un service régulier des voyageurs est assuré par la Société générale des chemins de fer économiques (SE), chargée de l’exploitation de la ligne Solesmes-Avesnes. 

### Exploitation
Dès sa mise en service, le fonctionnement du train appelé aussi « tramway » est critiqué par une partie de la classe politique. Il est traité avec un mépris goguenard de « tortillard » ou de « beuglard ». Sa vitesse moyenne est faible en raison des côtes qu’il gravit avec peine. Il manque incontestablement de puissance. 
Le parc traction comprend douze locomotives à vapeur Corpet-Louvet - type 031T de 20,8 tonnes à vide, conçues pour circuler avec la cabine à l’avant en raison de la traversée de nombreuses localités. C'est pourquoi les gares d'Avesnes, Étrœungt et Solesmes étaient équipées de plaques tournantes.
Le transport des voyageurs est assuré par 25 voitures à bogies, à couloir et plateformes ouvertes jugées confortables pour l’époque. Cette ligne revêt un intérêt économique significatif, puisque son parc de matériel comprend également 50 wagons couverts ou plats, 98 wagons tombereaux, et une grue roulante. Elle assure ainsi le transport de betteraves pour l’essentiel du trafic, mais aussi des produits laitiers, blé, bière, paille, charbon et bois.
Le 12 janvier 1909, à Grand-Fayt, a lieu le 1er accident mortel. Une personne âgée, sourde, n'entend pas le train arriver et passe sous les roues du train. Un accident similaire arrive à Bousies en 1910. Au vu des horaires du "service d'été 1910", la durée du trajet des deux trains quotidien (sans changement à effectuer) dans le sens Avesnes - Solesmes était de 2h30. Dans l'autre sens, les voyageurs étaient obligés d'effectuer des changements à Landrecies.

### Fermetures
Le 2 août 1914, le trafic voyageur est interrompu sur la ligne. En 1916, pendant l'occupation allemande, les rails sont déposés et le réseau est dans l'impossibilité de fonctionner. Le peu de rails non déposés pendant la guerre par les Allemands est enlevé le 15 avril 1920.

### Projet de réouverture avorté
Une loi du 13 janvier 1925 approuve la décision du département de reconstruire la ligne à voie normale. En 1926, alors qu’un nouveau tracé pour l’ensemble de la ligne Solesmes - Avesnes est à l’étude et pratiquement entrepris, le Conseil Général, peu convaincu de la rentabilité de la ligne en raison du développement de l’automobile et du service rendu par les autobus, décide d’arrêter les travaux. C’en est fini de cette ligne qui a été en service durant seulement neuf ans.